# Вомбат

Вомбати су кратконоги, мишићни четвороножни торбари из породице Vombatidae који су пореклом из Аустралије. Живе врсте дугачке су око 1 m (40 in) са малим, здепастим реповима и теже између 20 and 35 kg (44 and 77 lb). Прилагодљиви су и толерантни на различита станишта, а налазе се у шумовитим, планинским и вресинским подручјима јужне и источне Аустралије, укључујући Тасманију, као и на изолованом подручју од око 300 ha (740 acres) у Националном парку Епинг Форест у централном Квинсленду.

## Етимологија
Име „вомбат” потиче из, сада скоро изумрлог, дарушког језика којим је говорио абориџински народ Даруг, који је првобитно насељавао подручје Сиднеја. Први пут је забележено у јануару 1798. године, када су Џон Прајс и Џејмс Вилсон, Европљани који су усвојили абориџинске обичаје, посетили подручје данашњег Барга у Новом Јужном Велсу. Прајс је написао: „Видели смо неколико врста балеге различитих животиња, од којих је једну Вилсон назвао 'Whom-batt', што је животиња висока око 20 инча (50 cm), са кратким ногама и дебелим телом, великом главом, округлим ушима и врло малим очима; веома је дебела и веома личи на јазавца.” Први досељеници су вомбате често називали јазавцима због њихове величине и навика. Због тога су локалитети као што су Беџер Крик у Викторији и Беџер Корнер на Тасманији добили име по вомбату. Правопис је током година прошао кроз многе варијанте, укључујући „wambat”, „whombat”, „womat”, „wombach” и „womback”, што вероватно одражава дијалекатске разлике у дарушком језику.

## Еволуција и таксономија
Иако су спроведене генетске студије породице Vombatidae, еволуција ове породице није добро схваћена. Процењује се да су се вомбати одвојили од других аустралијских торбара релативно рано, пре чак 40 милиона година, док неке процене стављају дивергенцију на око 25 милиона година. Неки праисторијски родови вомбата знатно су премашивали величину модерних вомбата. Највећи познати вомбат, Phascolonus, који је изумро пре отприлике 40.000 година, процењује се да је имао телесну масу до 360 kg.

## Карактеристике
Вомбати копају обимне системе јазбина својим предњим зубима налик на глодарске и снажним канџама. Једна од карактеристичних адаптација вомбата је њихова торба окренута уназад. Предност торбе окренуте уназад је у томе што, приликом копања, вомбат не сакупља земљу у торбу преко својих младих. Иако су углавном крепускуларни и ноктурнални, вомбати могу изаћи да се хране и током хладних или облачних дана. Не виђају се често, али остављају бројне доказе свог проласка, третирајући ограде као мање непријатности кроз које треба проћи или испод њих. Вомбати остављају карактеристичан коцкасти фецес. Пошто вомбати распоређују овај измет да би обележили територије и привукли партнере, верује се да коцкасти облик чини измет стабилнијим за слагање и мање склоним котрљању, што овом облику даје биолошку предност. Метода којом га вомбат производи није добро схваћена, али се верује да се црева вомбата преференцијално шире на зидовима, са две флексибилне и две круте зоне око црева. Одрасли вомбат производи између 80 и 100 комада измета од 2 cm у току једне ноћи, и четири до осам комада при сваком пражњењу црева. Године 2019. производња коцкастог измета вомбата била је тема Иг Нобелове награде за физику, коју су освојили Патриша Јанг и Дејвид Ху.
Сви зуби вомбата немају корен и стално расту, као секутићи глодара. Вомбати су биљоједи; њихова исхрана се углавном састоји од траве, оштрица, зачинског биља, коре и корења. Њихови секутићи донекле подсећају на секутиће глодара (пацова, мишева итд.) и прилагођени су за глодање чврсте вегетације. Као и многи други биљоједи, имају велику дијастему између секутића и преткутњака, који су релативно једноставни. Зубна формула вомбата је 1.0.1.41.0.1.4.
Крзно вомбата може варирати од пешчане боје до смеђе, или од сиве до црне. Све три познате постојеће врсте у просеку су дугачке око 1 метар и теже између 20 и 35 kg. Мужјаци вомбата имају пенилне бодље, мошнице које нису висеће и три пара булбоуретралне жлезде. Тестиси, простата и булбоуретралне жлезде се увећавају током сезоне парења. Женке вомбата рађају једног младунца након гестацијског периода од отприлике 20–30 дана, што варира међу врстама. Све врсте имају добро развијене торбе, које млади напуштају након отприлике шест до седам месеци. Вомбати се одвикавају од сисања након 15 месеци и полно су зрели са 18 месеци.
Група вомбата се назива „мудрост” (енгл. wisdom), „ rulja” (енгл. mob) или „колонија” (енгл. colony).
Вомбати обично живе до 15 година у дивљини, али у заточеништву могу живети и преко 20, па чак и 30 година. Најдуговечнији вомбат у заточеништву доживео је 34 године.
Године 2020. биолози су открили да вомбати, као и многи други аустралијски торбари, показују биофлуоресценцију под ултраљубичастим светлом.
- Зубало, као што је илустровано у Најтовој књизи Sketches in Natural History
- Скелет вомбата
- Женски репродуктивни тракт

## Екологија и понашање
Вомбати имају изузетно спор метаболизам, потребно им је од 8 до 14 дана да заврше варење, што им помаже да преживе у сушним условима. Углавном се крећу споро. Када их узнемире, могу трчати брзином до 40 km/h и одржавати ту брзину до 90 секунди. Вомбати бране своје територије које су усредсређене на њихове јазбине и агресивно реагују на уљезе. Обични вомбат заузима територију до 23 хектара, док врсте са длакавим носем имају много мање територије, не веће од 4 хектара.
Дингоси и тасманијски ђаволи лове вомбате. Изумрли предатори су вероватно укључивали Thylacoleo и можда тилацина (тасманијског тигра). Њихова примарна одбрана је очврсла задња кожа, при чему је већи део задњег дела направљен од хрскавице. Ово, у комбинацији са недостатком значајног репа, отежава било ком предатору који прати вомбата у његов тунел да угризе и повреди свој циљ. Када су нападнути, вомбати зароне у оближњи тунел, користећи своје задњице да блокирају прогонитеља. Према урбаној легенди, вомбати понекад дозвољавају уљезу да провуче главу преко леђа вомбата, а затим користе своје снажне ноге да смрскају лобању предатора о кров тунела. Међутим, не постоје докази који би то подржали. Вомбати су углавном тихе животиње. Обични вомбати могу производити низ различитих звукова, више од вомбата са длакавим носем. Вомбати су гласнији током сезоне парења. Када су љути, могу производити шиштаве звукове. Њихов зов донекле подсећа на цвиљење свиње. Такође могу производити гроктање, ниско режање, промукао кашаљ и кликтање.

## Врсте
Три савремене врсте вомбата су све ендемске за Аустралију и неколико приобалних острва. Заштићене су аустралијским законом.
- Обични вомбат (Vombatus ursinus), који има три подврсте:[36]
  - Vombatus ursinus hirsutus, налази се на аустралијском копну
  - Vombatus ursinus tasmaniensis, налази се на Тасманији
  - Vombatus ursinus ursinus, налази се на острву Флиндерс у Басовом пролазу и острву Марија у Тасмановом мору.
- Северни длакавоноси вомбат или јаминон (Lasiorhinus krefftii), који је критично угрожен[37]
- Јужни длакавоноси вомбат (Lasiorhinus latifrons), најмања од три врсте

## Однос са људима

### Историја
Прикази животиња у уметности на стени су изузетно ретки, иако су примери процењени на старост до 4.000 година откривени у Националном парку Волеми. Вомбат је у абориџинском Времену сна приказан као животиња мале вредности. Приче са копна говоре о вомбату као о бићу које потиче од особе по имену Варин, чија је глава била спљоштена каменом, а реп ампутиран као казна за себичност. Насупрот томе, тасманска абориџинска прича, први пут забележена 1830. године, говори о вомбату (познатом као drogedy или publedina) кога је велики дух Мојерни замолио ловце да оставе на миру. У оба случаја, сматра се да је вомбат прогнан у своје станиште за копање. Процене распрострањености вомбата пре досељавања Европљана указују на то да су бројеви све три преживеле врсте били велики и да су покривали подручје десет пута веће од данашњег.
Након што се брод Сидни Коув насукао на острву Кларк у фебруару 1797. године, посада спасилачког брода Френсис открила је вомбате на острву. Жива животиња је враћена у Порт Џексон. Метју Флиндерс, који је путовао на броду Френсис на његовом трећем и последњем спасилачком путовању, такође је одлучио да узме примерак вомбата са острва у Порт Џексон. Гувернер Џон Хантер касније је послао леш животиње Џозефу Бенксу у Књижевно и филозофско друштво да би се потврдило да је реч о новој врсти. Острво је названо Кларк по Вилијаму Кларку.
Вомбати су класификовани као штеточине 1906. године, а награда за њихов одстрел уведена је 1925. Ово, као и уклањање значајног дела станишта, увелико је смањило њихов број и распрострањеност.

### Напади на људе
Поред уједа, људи могу задобити и убодне ране од канџи вомбата. Уплашени вомбати могу такође насрнути на људе и оборити их, уз пратећи ризик од прелома костију приликом пада. Један природњак, Хари Фраука, једном је задобио ујед дубок 2 cm у месо ноге — кроз гумену чизму, панталоне и дебеле вунене чарапе. Британски лист The Independent известио је да је 6. априла 2010. године 59-годишњег мушкарца из руралне Викторије напао вомбат (за кога се сматрало да је био разјарен због шуге), наневши му бројне посекотине и трагове уједа који су захтевали болничко лечење. Човек је на крају био приморан да га убије секиром.

### Културни значај
Неки фармери сматрају обичне вомбате штеточинама првенствено због њиховог понашања копања. „Фетсо дебелогузи вомбат” био је шаљива „незванична” маскота Олимпијских игара у Сиднеју 2000. године. Од 2005. године, 22. октобра обележава се незванични празник под називом Дан вомбата.
Месо вомбата је било извор буш хране од доласка Абориџина до доласка Европљана. Због заштите врсте, месо вомбата као храна више није део главне аустралијске кухиње, али је чорба од вомбата некада била једно од ретких истински аустралијских јела. У 20. веку, лакше доступно месо зеца било је чешће коришћено. (Зечеви се данас сматрају инвазивном штеточином у Аустралији.) Назив јела се такође користи у популарној дечјој књизи и мјузиклу.
Вомбати су се појављивали на аустралијским поштанским маркама и кованицама. Длакавоноси вомбати су се углавном појављивали како би се истакао њихов угрожени статус. Северни длакавоноси вомбат се појавио на аустралијској марки од 20 центи из 1974. и на марки од пет центи из 1981. године. Обични вомбат се појавио на марки од 37 центи из 1987. и на марки од 95 центи из 1996. године. Серија марака Australian Bush Babies из 2006. садржи марку од 1,75 аустралијских долара са бебом обичног вомбата, а серија Rescue to Release из 2010. садржи марку од 60 центи са обичним вомбатом кога лечи ветеринар. Вомбати се ретко виђају на аустралијским кованицама у оптицају, изузетак је кованица од 50 центи на којој се такође налазе коала и лорикети. Обични вомбат се појавио на комеморативној кованици од 1 долара из 2005, а северни длакавоноси вомбат на сребрној доказној кованици од 10 долара из 1998.
Многа места у Аустралији добила су име по вомбату, укључујући велики број места где су они сада локално изумрли у дивљини. Референце на локално изумрлог обичног вомбата могу се наћи у деловима Централних висоравни Викторије, на пример, Државна шума Вомбат и брдо Вомбат у Дејлсфорду. Друга значајна места названа по вомбату укључују град Вомбат, Нови Јужни Велс и предграђе Квоиба. Бројна мање значајна аустралијска места, укључујући хотеле, названа су по овим животињама. Истакнуте скулптуре вомбата укључују у Јужној Аустралији: „Велики вомбат” у абориџинској заједници Скотдеско (Тјилкба) и туристичком информативном центру Вудина, зоолошком врту у Аделејду и Норвуду; Нови Јужни Велс: Вомбат; Викторија: Дејлсфорд, Трентам и Кингслејк; Тасманија: Државни резерват Степс.
Вомбати су такође били присутни на аустралијској телевизији. Иако се вомбати генерално не држе као кућни љубимци, значајан приказ обичног вомбата као љубимца је Фетсо из аустралијске телевизијске серије A Country Practice. Телевизијска емисија из Бризбејна Wombat такође је названа по овим животињама.
Аустралијска књижевност садржи многе референце на вомбата. Примери су господин Валтер Вомбат из авантура Блинки Бил и један од главних антагониста у Чаробни пудинг од Нормана Линдзија.
- Бочни поглед на „Фетсоа дебелогузог вомбата”, незваничну маскоту Летњих олимпијских игара 2000., како се појавио на врху стуба испред сиднејског стадиона Аустралија
- Скулптура вомбата, Ботаничка башта Вомбат Хил, Дејлсфорд, Викторија
- Скулптура вомбата, Вомбат, Нови Јужни Велс, откривена у априлу 2002.

## Очување
Све врсте вомбата заштићене су у свакој аустралијској држави. Северни длакавоноси вомбат је критично угрожена врста према квинслендском Закон о очувању природе из 1992., Закону Комонвелта о заштити животне средине и очувању биодиверзитета из 1999. и на Црвеној листи угрожених врста Међународне уније за заштиту природе. Највеће претње са којима се ова врста суочава су мала величина популације, предаторство дивљих паса, конкуренција за храну због прекомерне испаше говеда и оваца, и болести. Једине познате дивље популације ове врсте постоје на две локације у Квинсленду, у Националном парку Епинг Форест и мањој колонији која се успоставља пресељавањем вомбата у Природни резерват Ричард Андервуд у Јаран Даунсу. Ова друга колонија се ствара кроз пројекат реинтродукције компаније Xstrata, који финансира Xstrata, швајцарска глобална рударска компанија. Од ниских 35 вомбата у целој држави када су пописани 1980-их, популација се повећала на укупно око 315 до маја 2021.
Упркос свом имену, обични вомбат више није тако чест као што је некада био и под значајном је претњом. Међутим, у источној Викторији нису заштићени, а неки их сматрају штеточинама, посебно због штете коју наносе оградама за заштиту од зечева. Спроведене су опортунистичке истраживачке студије о имунолошком систему обичних вомбата, које би се могле користити као алат за будуће напоре у очувању.
WomSAT, грађански научни пројекат, основан је 2016. године како би се евидентирала виђања вомбата широм земље. Веб-сајт и апликација за мобилне телефоне могу се користити за бележење виђања живих или угинулих вомбата и њихових јазбина. Од свог оснивања, пројекат је забележио преко 23.000 виђања широм Новог Јужног Велса, Викторије, Тасманије и Јужне Аустралије. Недавно је овај грађански научни пројекат објавио налазе о страдању вомбата на путевима и инциденцији саркоптичне шуге широм Аустралије.